# Drugie pół (singel)
Drugie pół – drugi singel Zakopower, pochodzący z albumu o tym samym tytule. Został wydany 26 października 2015 przez Kayax.

## Notowania
- Lista Przebojów Radia Merkury: 2[2]
- Lista Przebojów Trójki: 18[3]
- Lista Przebojów Raga Top: 26[4]